# Горенчени
Горенчени (на гръцки: Κορησιώτες, Корисиотес) са жителите на село Горенци (Корисос), Гърция. Това е списък на най-известните от тях.

## Родени в Горенци
А – Б – В – Г – Д –
Е – Ж – З – И – Й —
К – Л – М – Н – О —
П – Р – С – Т – У —
Ф – Х – Ц – Ч – Ш —
Щ – Ю – Я

### А
- Александър Анастасов (Αλέξανδρος Αναστασιάδης), гръцки андартски деец[1]
- Алекси Бъцев, български революционер, загинал[2]
- Анастас Попфилипов (1867 – 1948), гръцки просветен и андартски деец, агент от ІІІ ред[3]
- Анастасия Цифорова (Αναστασία Τσιφόρα), гръцка андартска деятелка, гръцка девическа учителка в Горенци[3]
- Андон Григоров (Антон, 1894 – ?), македоно-одрински опълченец, Първа рота на Четвърта битолска дружина, ранен на 7 август 1913 година, носител на орден „За храброст“ IV степен[4]
- Аргир Киряков (Кирияков), македоно-одрински опълченец, Втора рота на Петнадесета щипска дружина[5]
- Атанас Л. Джуфов, загинал като български войник[2]
- Аргир Михов (Αργύριος Μιχόπουλος), гръцки андартски деец, още юноша става четник на Георгиос Диконимос, но по-късно е върнат на семейството му поради ранната си възраст[3]

### В
- Васил Василев (1892 – ?), македоно-одрински опълченец, Втора рота на Девета велешка дружина[6]
- Васил К. Бъцев (Бъдев, 1882 – 1913), македоно-одрински опълченец, Трета рота на Четвърта битолска дружина, загинал в Балканската война на 26 януари 1913 година при отблъскването на Десанта при Шаркьой[7][2]
- Васил Чунгарев (Βασίλειος Τσούγκαρης, Τσούγγαρης), гръцки андартски деец, четник[3]

### Г
- Григор Анданов (1889 – ?), македоно-одрински опълченец, Първа рота на Шеста охридска дружина, носител на кръст „За храброст“ IV степен[8]
- Григор Бъцев, български революционер, загинал[2]
- Григор Данданов, български учител в Горенци[9]
- Григор Караматов, загинал като български войник[2]
- Гиле Карлачев, български революционер, загинал[2]
- Георги Попов (1890 – ?), македоно-одрински опълченец, Първа рота на Шеста охридска дружина, ранен в Междусъюзническата война на 18 юни 1913 година, носител на орден „За храброст“ IV степен[10]
- Георги Ф. Шалев (? - 1917), расъл в Кюстенджа, служил в Българската армия по време на Първата световна война, убит край Маврово при посещение на Горенци[11]

### Д
- Дамян Киров, български учител в Горенци[12]
- Дани Ташков, загинал като български войник[2]
- Дине Делиманов, български революционер, загинал[2]
- Свети Дионисий (XIV век), основател на манастира Дионисият

### Е
- Евдокия Христова (Ευδοκία Χρηστίδου), гръцка андартска деятелка, участничка в опита за превземане на църквата „Свети Георги“ от българите[3]

### И
- Илия Муремов (? - 1944), български революционер, деец на „Охрана“
- Илияс Хаджиатанасиу (1932 – 2012), активист за правата на етническите македонци в Гърция

### К
- Константин Чулков (1845 – 1915), гръцки просветен деец
- Коста Д. Хаймашев (1883 – ?), македоно-одрински опълченец, Втора рота на Четвърта битолска дружина[13]
- Кузо Тушев (1894 – ?), македоно-одрински опълченец, Първа рота на Четвърта битолска дружина[14]

### Л
- Ламби Кузманов, македоно-одрински опълченец, Първа рота на Девета велешка дружина, ранен в Балканската война на 7 ноември 1912 година[15]
- Лев Адамов (1880 – ?), български учител и свещеник

### Н
- Наум Попов, български учител в Прилеп (1857 – 1859) и след това в Корча[16]
- Никола Андонов (Νικόλαος Αντωνίου), гръцки андартски деец, агент от І ред, член на гръцкия комитет в Горенци, заради участието си в превземането на църквата „Свети Георги“ от българите през декември 1908 година е осъден на няколко дни затвор[17]
- Никола Георгиев Дамянов, македоно-одрински опълченец, Втора рота на Пета одринска дружина.[18]Безследно изчезнал през Първата световна война.[19]
- Никола Костадинов Данданов, български революционер и общественик
- Никола Стилянов (Νικόλαος Στυλιάδης), гръцки андартски деец, четник на Вангел Георгиев[3]
- Никола Т. Туруфиев (? - 1910), деец на българската община в Горенци, заклан от гърци във Волос[11]

### М
- Марко Джунджулев, български революционер, загинал[2]

### П
- Пандо Чулков (1878 – 1913), български революционер, деец на ВМОРО
- Петър Д. Сапунджиев (1876 – ?), македоно-одрински опълченец, Първа рота на Четвърта битолска дружина, носител на кръст „За храброст“ IV степен[20]

### С
- Спиро Сотиров (1890 – ?), македоно-одрински опълченец, Първа рота на Шеста охридска дружина, Трета рота на Единадесета сярска дружина[21]
- Ставрос Кукуфикас (1923 – 2012), общественик
- Стоян С. Шипковенски (1884 – ?), македоно-одрински опълченец, Втора рота на Тринадесета кукушка дружина[22]

### Т
- Свети Теодосий Трапезундски (1300 – 1392), трапезундски епископ
- Тома Зисов, македоно-одрински опълченец, 20 (21)-годишен, бъчвар и кафеджия с основно образование, четата на Яким Траянов, Трета рота на Четиринадесета воденска дружина, Първа рота на Девета велешка дружина[23]
- Тома Д. Сапунджиев (1887 – ?), македоно-одрински опълченец, Четвърта рота на Четвърта битолска дружина, ранен в Междусъюзническата война на 22 юни 1913 година, носител на кръст „За храброст“ IV степен[24]
- Тома Стерчев, македоно-одрински опълченец, Първа рота на Девета велешка дружина[25]
- Трайко Данданов (1872 – 1907), български революционер, деец на ВМОРО

### Ф
- Филип Ламбев (1892 – ?), македоно-одрински опълченец, Първа рота на Девета велешка дружина[26]

### Х
- Христо Димитров, македоно-одрински опълченец, Втора рота на Единадесета сярска дружина[27]

### Я
- Свети Яков Костурски (? – 1 ноември 1520), християнски неомъченик
- Яни Чопров или Джезов (Ιωάννης Τσόπρας, Τζέζος), гръцки андартски деец, помощник на игумена Григорий Чуриловски, водач на гръцките чети[3]
- Яни Шомов (Йоанис Сьомос, 1835/36 – 1890), гръцки лекар и революционер

## Местен комитет на „Охрана“[28]
- Димитър Караматев
- Димитър Чифоров (1892 - ?)
- Хараламби Лилов
- Марио Мараматев
- Нико Михов
- Щерю Караянев
- Хараламби Камбуров
- Константин Насамов
- Ставри Шкинтов
- Кузма Торофев
- Леонид Дандаков

## Починали в Горенци
- Лука Диманов (Диманин, Дамянов), (неизв. – 1944) български революционер, ръководител на Македоно-българския комитет в Костурско
- Трайко Данданов (1872 – 1907), български революционер, деец на ВМОРО

## Други
- Благой Чифлянов (1923 - 2018), български свещеник, по произход от Горенци[29]
- Йоанис Коренцидис (р. 1973), кмет на Костур, по произход от Горенци
- Павлос Йоану (1824 — 1897), гръцки лекар, по произход от Горенци